# جویسون بنت
جویسون بنت (اسپانیایی: Jewison Bennette‎؛ زادهٔ ۱۵ ژوئن ۲۰۰۴) بازیکن فوتبال اهل کاستاریکا است.
از باشگاه‌هایی که در آن بازی کرده‌است می‌توان به باشگاه فوتبال ساندرلند اشاره کرد.
وی همچنین در تیم‌های ملی فوتبال زیر ۲۰ سال کاستاریکا و کاستاریکا بازی کرده‌است.